# Beverly Hills Cop (soundtrack)
Beverly Hills Cop: Music from the Motion Picture Soundtrack is de officiële soundtrack van de film Beverly Hills Cop uit 1984. Het album werd eind 1984 uitgebracht door MCA Records.
Het soundtrackalbum bevat de muziek uit de film, waarvan de nummers "Neutron Dance", "The Heat Is On" en "Axel F" ook in de Nederlandse Top 40 verschenen. Harold Faltermeyer schreef de volledige filmmuziek van de film, maar alleen het filmthema "Axel F" werd uitgebracht op het album. In de Nederlandse LP Top 50 haalde het album plaats 24 en in de Amerikaanse Billboard 200 stond het album zelfs op de eerste plaats. In 1986 won het album een Grammy Award met Best Album of Original Score Written for a Motion Picture or Television Special. Het album ontving op de muzieksite AllMusic  vierenhalve ster. In 2016 bracht het platenlabel La-La Land Records ook een soundtrackalbum uit met alleen de originele filmmuziek van Faltermeyer.

## Nummers
| Nr. | Titel                             | Artiest(en)        | Duur |
| --- | --------------------------------- | ------------------ | ---- |
| 1   | New Attitude                      | Patti Labelle      | 4:36 |
| 2   | Don't Get Stopped In Berely Hills | Shalamar           | 4:20 |
| 3   | Do You Really (Want My Love?)     | Junior             | 3:44 |
| 4   | Emergency                         | Rockie Robbins     | 3:28 |
| 5   | Neutron Dance                     | Pointer Sisters    | 4:12 |
| 6   | The Heat Is On                    | Glenn Frey         | 3:35 |
| 7   | Gratitude                         | Danny Elfman       | 5:04 |
| 8   | Stir It Up                        | Patti LaBelle      | 3:35 |
| 9   | Rock 'N Roll Me Again             | The System         | 3:14 |
| 10  | Axel F                            | Harold Faltermeyer | 3:00 |

## Hitnoteringen
| land             | Hitlijst            | Hoogste positie |
| ---------------- | ------------------- | --------------- |
| Duitsland        | Musikmarkt Top 100  | 4               |
| Nederland        | LP Top 50           | 24              |
| Nederland        | Dutchcharts         | 18              |
| Nieuw-Zeeland    | Recorded Music NZ   | 18              |
| Noorwegen        | VG-lista            | 5               |
| Oostenrijk       | Ö3 Austria Top 40   | 6               |
| Verenigde Staten | Billboard 200       | 1               |
| Zweden           | Sverigetopplistan   | 3               |
| Zwitserland      | Schweizer Hitparade | 2               |